# Zeina Akar
Zeina Akar Adra (Koura) es una investigadora social y gestora libanesa. Desde el 23 de enero de 2020 hasta el 10 de septiembre de 2021 fue vice primera ministra y ministra de Defensa del Líbano en el gobierno de Hassan Diab, convirtiéndose en la primera mujer al frente de un ministerio de defensa no solo en su país sino también en el mundo árabe. 

## Biografía
Nació en Koura, un distrito de la Gobernación de Líbano Norte, en el seno de una familia cristiana greco-ortodoxa. Tiene una licenciatura en marketing y gestión administrativa de la Universidad Libanesa Americana. Cuenta con más de 20 años de experiencia en investigación y gestión en áreas de salud, educación, agricultura y estudios demográficos. En 1998 fundó la Asociación de Desarrollo Social y Cultural (INMA), una ONG de desarrollo para proporcionar servicios educativos, de salud y económicos en Kefraya. También ha sido directora ejecutiva de la firma consultora y de investigación Information International, una de las empresas líderes en encuestas del país.

## Trayectoria política
Akar fue nombrada ministra de Defensa y vice primera ministra en enero de 2020, siendo una de las seis mujeres nombradas para formar parte del Gabinete de veinte miembros en el nuevo gobierno encabezado por el primer ministro Hassan Diab. Fue la primera mujer en ocupar el ministerio de defensa del Líbano, convirtiéndose también en la primera ministra de defensa en el mundo árabe. El nombramiento de seis mujeres en el gabinete del Líbano fue recibido con "una gran cantidad de comentarios, memes y chistes que los sexualizaban y los objetaban". Akar fue nombrada con el apoyo del Movimiento Patriótico Libre que lidera el presidente de Líbano Michel Aoun y contó con el apoyo del comandante de las Fuerzas Armadas Libanesas el general Joseph Aoun, quien la felicitó por su nombramiento a través de la cuenta oficial de Twitter.
En la ceremonia de toma de posesión el 23 de enero de 2020, cuando reemplazó a Elias Bou Saab, Akar habló sobre el derecho del pueblo a protestar y presionar al gobierno y la responsabilidad del gobierno de actuar en el mejor interés del pueblo señalando que su prioridad era combatir la corrupción y pidió a la gente que vigilara lo que haría antes de juzgarla.

## Vida personal
Akar es de confesión cristiana en la iglesia griego-ortodoxa . Está casada con el magnate Jawad Adra musulmán sunita, considerado próximo al presidente Michel Aoun y a su yerno Gebrán Basil. La boda se celebró en Chipre ya que no podían casarse por lo civil en Líbano por ser ella cristiana y él musulmán.